# Zitadelle von Selçuk
Die Zitadelle von Selçuk befindet sich auf dem Ayasoluk-Hügel im Ort Selçuk in der Provinz İzmir an der türkischen Ägäisküste.

## Geschichte
Auf dem Hügel Ayasoluk befand sich vermutlich die erste Siedlung, die Ephesos zuzuordnen ist. Sie lag am Hang des Burghügels. Ob sie mit dem in hethitischen Quellen erwähnten Apasa, der zeitweiligen Hauptstadt von Arzawa, identisch war, ist umstritten. Nachdem im siebten Jahrhundert n. Chr. der Hafen von Ephesos zum wiederholten Mal verlandet und die Stadt durch Einfälle der Araber bedroht war, verlagerten die Byzantiner den Ort erneut auf das Gebiet um den Hügel, wo im sechsten Jahrhundert die Johanneskirche errichtet worden war. Das Baudatum der Festung lässt sich nicht exakt rekonstruieren, doch kann aus der Art des Mauerwerks auf eine Erstellung in byzantinischer Zeit, ebenfalls im sechsten Jahrhundert, geschlossen werden. Das Bauwerk wurde, wie auch die Stadt, später von den Seldschuken übernommen, die die Burg zu einer byzantinisch-seldschukischen Mischanlage umbauten.

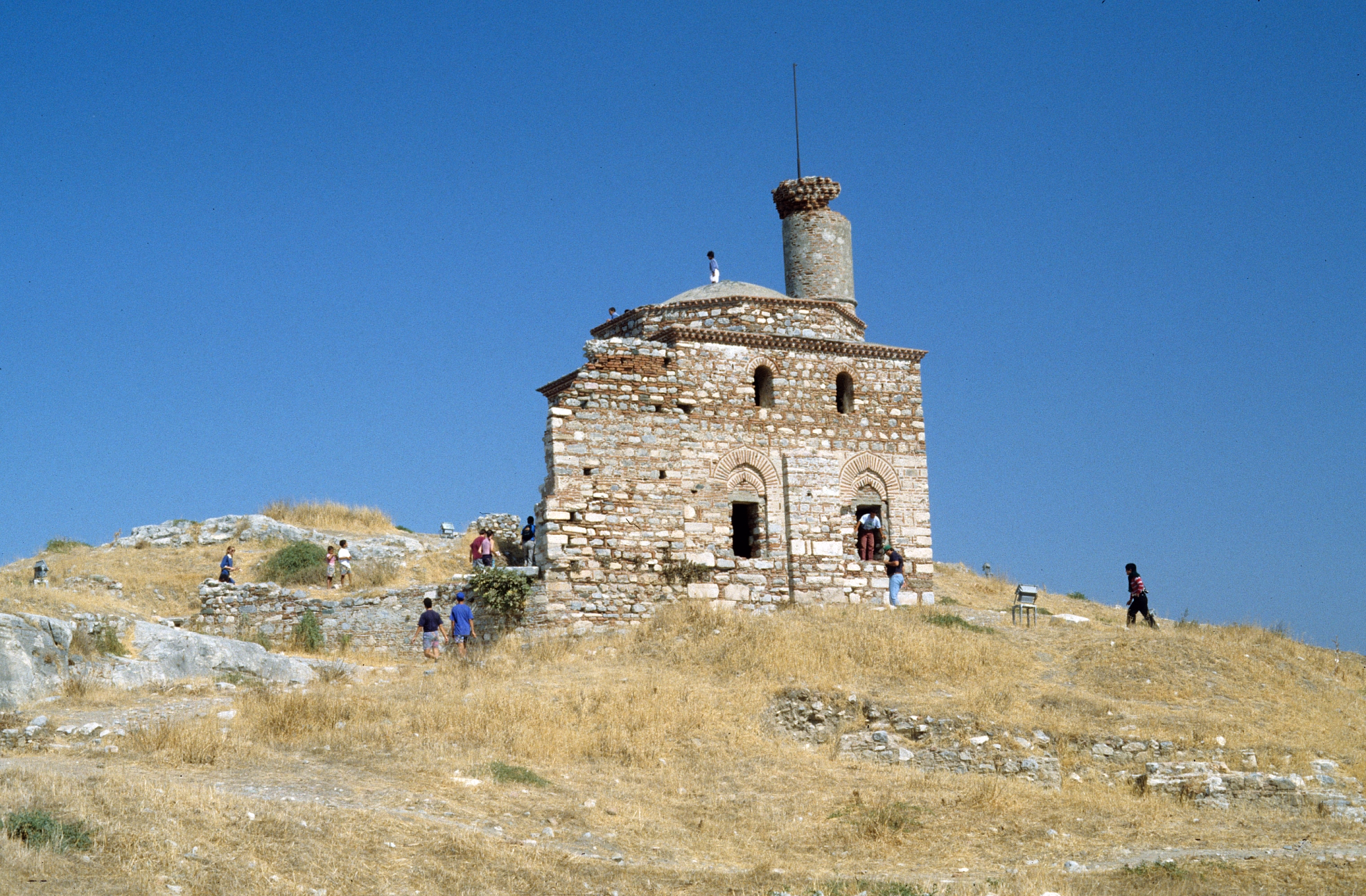
Moschee im Innern der Zitadelle

## Bauwerk
Die Zitadelle wird von einer nach oben mit einem Zinnenkranz abgeschlossenen Ringmauer umfangen. Die ringsum begehbare Mauer ist durch 15 Türme verstärkt und hat im Westen und Osten je ein Tor. Im Innern befinden sich mehrere Zisternen, eine Kapelle sowie eine Moschee aus seldschukischer Zeit. Der größte Durchmesser der Anlage beträgt in Nord-Süd-Richtung etwa 160 m.